# Slijbeek
De Slijbeek of Sleijebeek is een beek in de Nederlandse gemeente Maasgouw.
De beek begint bij het Kanaal Wessem-Nederweert als zijtak van de Panheelderbeek, gaat via een sifon onder het water Tesken door en stroomt vervolgens langs de zuidrand van het dorp Heel. Onderweg stroomt de beek onder andere langs de Kapel van het Kindje Jezus van Praag en het Huis Nederhoven. De beek mondt uit in het Lateraalkanaal Linne-Buggenum, ten noorden van het sluiscomplex Heel. Ten noorden van Roermond komt het water van het kanaal uit op de Maas.